# Molly på gale veje
Molly på gale veje er en amerikansk stumfilm fra 1919 af Edward Sloman.

## Medvirkende
- Margarita Fischer som Molly Malone
- Jack Mower som Joe Holmquist
- Lule Warrenton som Kate Malone
- Millard Webb som Milton Wallace
- J. Farrell MacDonald som Swannick